# 료칸

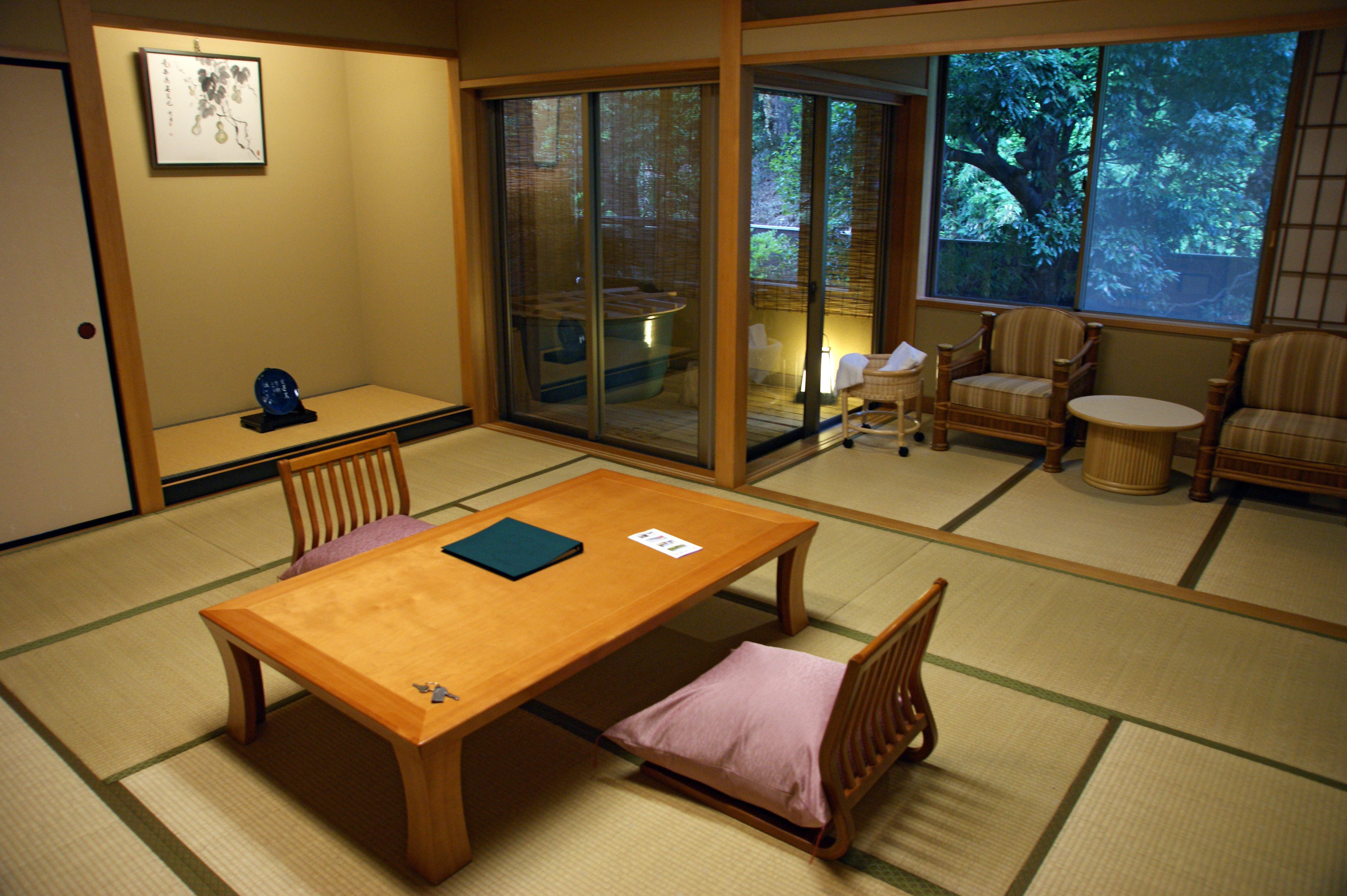
료칸

료칸(일본어: 旅館)은 일본의 전통적인 숙박시설이다. 일본에서는 일본 정원이 어우러져 있으며, 식사는 코스별로 나온다.
료칸은 에도 시대부터 이어져 온 전통적인 일본의 숙박형태이다.
일반적으로 다다미 형태로 구성하고 있는데, 다다미가 깔려있는 방, 공동 욕실, 방문객들이 유카타를 입을 수 있는 개인공간이 있다.
료칸은 도쿄와 다른 대도시 사이에 차이점이 있다. 왜냐하면 호텔에 비해 매우 비싸고, 도심을 관광하기 위해 호텔을 이용하는 일본인들이 증가했기 때문이다.  1박에 한화로 약 20-30만원 정도 한다.
료칸은 일반적으로 산이나 바다근처의 관광지역에 위치하고있다. 그리고 최근 몇년동안 리조트 체인인 호시노 리조트(1914년 가루이자와에서 처음으로 오픈한 료칸)등 많은 료칸이 전통적인 형태로 재개발되었다.
전통적인 료칸은 큰 현관이 있고 카우치와 의자가 있어 손님이 앉거나 말할 수 있다. 현대적인 료칸은 종종 홀에 TV를 놓아두기도 한다.
객실은 전통적인 일본 방법대로 구성되어 있다.
바닥은 다다미로 되어 있고 문은 미닫이문이다.
숙소에서 보안을 위해 경첩문을 이용했다면 이것은 대부분작은 출입구로 손님이 신발을벗는 장소일 것이다. 다다미 바닥으로 발을 들이기 전의. 미닫이 문으로 구분되어 있는.
대부분의 료칸 방은 현관이나 발코니 형태로 되어 있고, 이 또한 미닫이 문으로 구분되어 있다.
대부분의 료칸 형태는 공용욕실 혹은 일본식 좌식욕조로 되어 있고, 대개 성별에 의해 구분하여 온천수를 사용한다.
(천연 온천지역은 료칸 밀집지역이다)
고급 료칸은 개인 욕실시설을 제공할 것이다.
일반적인 료칸은 유카타를 손님들에게 제공한다; 그들은 아마 바깥을 산책할 때 필요한 게다 또한 제공할 것이다.
잠자리는 다다미 바닥에 푸톤(일본식 요)를 깔아준다.
손님이 처음으로 그들의 방에 갈 때 그들은 대부분 탁자를 찾고, 차를 만들어서 제공한다.
탁자는 또한 손님이 그들의 방에서 식사를 할 때에도 사용횐다.
손님이 나간 사이, 스태프(나카이라 부름)는 탁자를 한 쪽으로 치우고, 푸톤을 깔아준다.
식사
대부분의 료칸은 저녁과 아침을 제공하는데 숙박 요금에 포함되어 있는 경우가 대부분이다.
손님들은 료칸에서 식사를 즐기고 대부분 제공하는 음식의 수준에 대해 알려준다.
식사는 가이세키로 알려진 전통일본식 요리로 구성되며, 계절과 지역에 따라 특징을 가진다.
(본래 가이세키는 다도 중에 제공되는 가벼운 식사를 의미했지만, 현재 소량의 다양한 요리로 구성된 식사를 의미한다.)
각 요리는 적절한 온도로 즐기며, 료칸에서는 그들의 식사시간에 맞추어 손님에게 식사를 제공한다,
그 이유는, 대부분의 료칸은 손님들이 원하는 식사시간 확인을 요청하기 때문이다.
어떤 료칸은 공용 식당을 가지고 있지만, 대부분 손님의 방으로 식사를 가지고 간다.
일본인이 아닌 손님에게 제공되는 료칸의 경우 서양음식을 제공하기도 한다.

## 같이 보기
- 일본의 관광
- 호시료칸